# Wynton Marsalis
Wynton Learson Marsalis (Nueva Orleans, 18 de octubre de 1961) es un trompetista, compositor y arreglista estadounidense de jazz. Se trata del músico de jazz de mayor impacto mediático de los últimos veinticinco años y uno de los grandes trompetistas de la historia. Wynton Marsalis es el abanderado del neoclasicismo en el jazz, abarcando con un estilo clásico y técnicamente impecable al swing y las lecturas más modernas del bebop.
La entrada de Marsalis en la escena del jazz a comienzos de los ochenta rompió con la inercia de la decantación de los jóvenes intérpretes por la fusión: Wynton no solo apuesta por un jazz acústico y apegado a la tradición, sino que ejerce además una labor crítica combativa contra prácticamente todo el jazz de vanguardia realizado desde mediados de los sesenta, considerándolo música fuera de los límites de lo que se puede considerar jazz. Encabeza el llamado movimiento de los Young lions promocionando a nuevos intérpretes y llamando la atención sobre el jazz a compañías discográficas hasta el momento ajenas a él. Su decidida apuesta musical y su visión de la historia del jazz lo han convertido en una figura controvertida, más allá de cierta coincidencia en lo que se refiere a sus altas cualidades artísticas.
El sonido de la trompeta de Marsalis tiene dos grandes influencias: la de Freddie Hubbard y, sobre todo, la de Miles Davis. Criticado en ocasiones por su excesivo mimetismo respecto de Davis, no sería hasta su grabación de 1990 Tune in Tomorrow cuando Marsalis conseguiría hacerse sentir, para la mayoría de la crítica, como un intérprete plenamente independiente. Su estudio de los primeros estilos del jazz, como, por ejemplo, el de Louis Armstrong y el de Duke Ellington, han ayudado a que su sonido se haya afianzado como auténticamente personal.

## Biografía
Hijo del pianista Ellis Marsalis, hermano menor de Branford Marsalis y mayor de Delfeayo Marsalis y Jason Marsalis (todos ellos músicos de jazz), Wynton recibió su primera trompeta a los seis años. Estudió música clásica y jazz y tocó en orquestas locales, grupos de funk y orquestas clásicas. Marsalis tocó como primera trompeta en la New Orleans Civic Orchestra durante su etapa en el instituto. Se marchó a la Juilliard School cuando tenía 18 años y en 1980 realizó su primera grabación con la Big Band de Art Blakey y se unió a los Jazz Messengers.

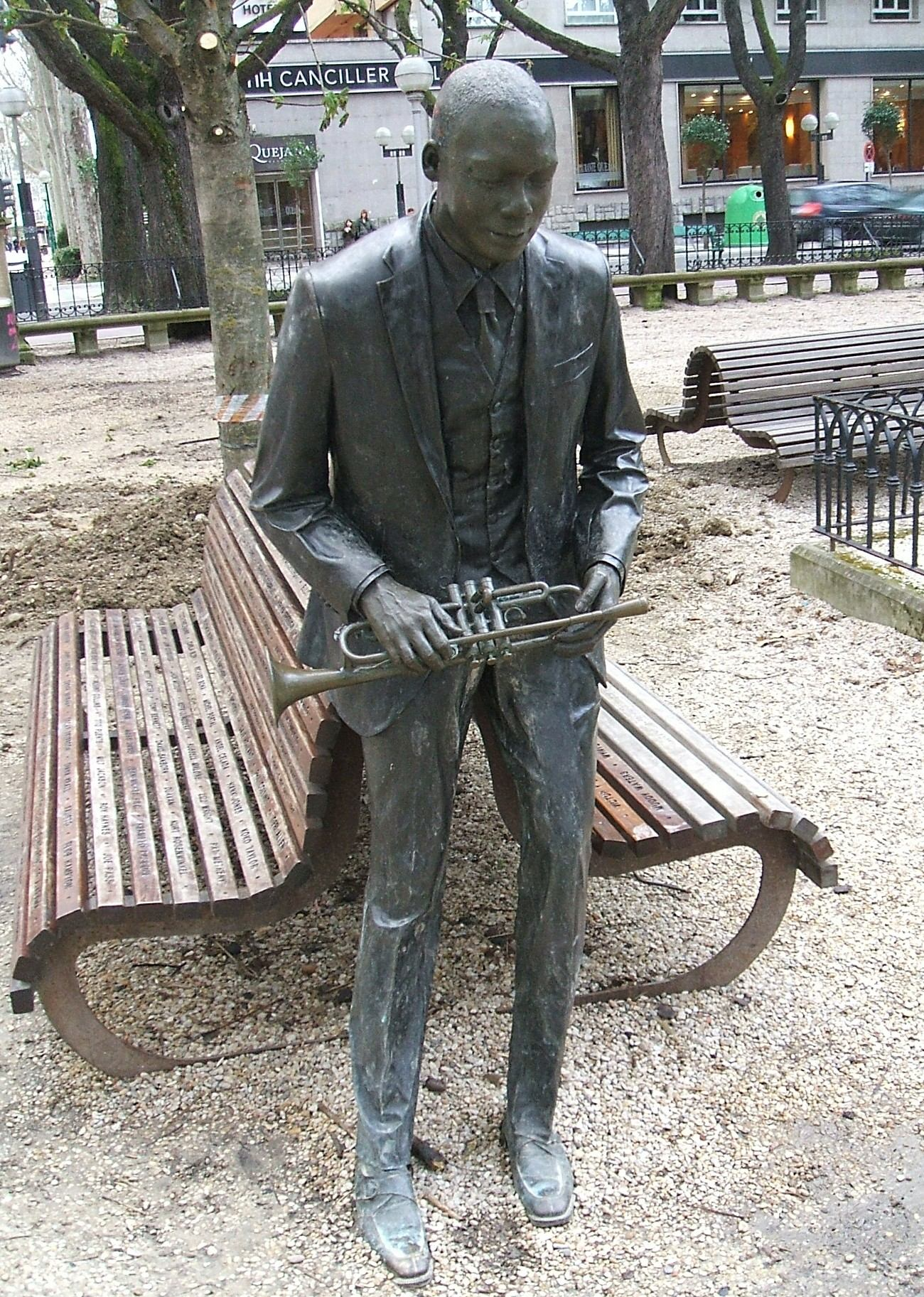
Estatua de W. Marsalis en Vitoria

Hacia 1981, el joven trompetista estaba ya en boca de todo el mundo jazzístico. Realizó una gira con Herbie Hancock, continuó trabajando con Art Blakey, firmó con Columbia y grabó su primer disco como líder. En 1982, además de formar su propio quinteto (con su hermano Branford, Kenny Kirkland, Charnett Moffett y Jeff "Tain" Watts) grabó su primer disco de música clásica que le llevó a ser considerado uno de los mejores trompetistas clásicos de todos los tiempos. Su quinteto duró hasta finales de 1985. 
Su siguiente grupo estaba compuesto por el pianista Marcus Roberts, el bajo Robert Hurst y el batería Watts, que con el tiempo se convertiría en un septeto con las incorporaciones de músicos como el trombonista Wycliffe Gordon, el saxo alto Wessell Anderson, Todd Williams en el tenor, el bajo Reginald Veal, el batería Herlin Riley y finalmente el pianista Eric Reed. Marsalis desarrolló su propia labor compositiva durante esta etapa (influenciado por Duke Ellington) y el septeto se convirtió en un banco de pruebas para sus arreglos. Aunque el grupo se disolvió en 1995, muchos de sus músicos han seguido colaborando con Wynton en sus proyectos o con la Lincoln Center Jazz Orchestra.
Desde 1991 es padrino del festival Jazz in Marciac, el más importante de Francia, en el que actúa cada año en dos sesiones.
En 1997, el maratón musical organizado por Marsalis Blood on the Fields, recogido en un triple disco, se convirtió en la primera obra jazzística ganadora de un Premio Pulitzer.
En 2008 se publica el disco conjunto Two Men With The Blues, grabado en directo en dos sesiones ofrecidas en el Lincoln Center de Nueva York , durante los días 12 y 13 de enero de 2007, junto con uno de los intérpretes de música country más importantes de Estados Unidos, Willie Nelson. Se trata de un disco histórico, pues resulta significativa y difícil la reunión de dos de los principales iconos de la música americana actuales. En esta grabación se escuchan los sonidos de Nueva Orleans, Nashville, Austin y Nueva York, en la forma de estándares de jazz y blues.

## Discografía

### Como líder
- 1982 Wynton Marsalis
- 1983 Think of One
- 1983 Haydn, Hummel, L. Mozart: Trumpet Concertos, con la National Philharmonic Orchestra
- 1984 Wynton Marsalis Plays Handel, Purcell, Torelli, Fasch, and Molter, con la English Chamber Orchestra
- 1984 Hot House Flowers
- 1985 Black Codes (From the Underground)
- 1986 Tomasi, Jolivet: Trumpet Concertos, con la London Philharmonic Orchestra
- 1986 J Mood
- 1987 Carnaval, con el Eastman Wind Ensemble
- 1987 Marsalis Standard Time, Vol. I
- 1988 Live at Blues Alley
- 1988 Baroque Music for Trumpets, con la English Chamber Orchestra
- 1989 Works by Husa, Copland, Vaughan Williams, and Hindemith, con el Eastman Wind Ensemble
- 1989 The Majesty of the Blues
- 1989 Crescent City Christmas Card
- 1990 Standard Time, Vol. 3: The Resolution of Romance
- 1990 Tune in Tomorrow
- 1990 Haydn: Three Favorite Concertos, con la National Philharmonic Orchestra
- 1991 Standard Time, Vol. 2: Intimacy Calling
- 1991 Thick in the South: Soul Gestures in Southern Blue, Vol. 1
- 1991 Uptown Ruler: Soul Gestures in Southern Blue, Vol. 2
- 1991 Levee Low Moan: Soul Gestures in Southern Blue, Vol. 3
- 1992 Baroque Duet, con Kathleen Battle y la Orchestra of St. Luke
- 1992 Blue Interlude
- 1992 Citi Movement
- 1992 Portraits by Ellington, con la Jazz at Lincoln Center Orchestra
- 1992 A Carnegie Hall Christmas
- 1992 Concert for Planet Earth
- 1993 Resolution to Swing
- 1993 On the Twentieth Century con Judith Lynn Stillman
- 1994 Jazz at Lincoln Center Presents: The Fire of the Fundamentals
- 1994 In This House, On This Morning
- 1994 They Came to Swing, con la JLCO
- 1994 The London Concert, con la English Chamber Orchestra
- 1995 Joe Cool's Blues con Ellis Marsalis
- 1996 In Gabriel's Garden con la English Chamber Orchestra
- 1997 Blood on the Fields con la JLCO
- 1997 Jump Start and Jazz
- 1998 Standard Time, Vol. 5: The Midnight Blues
- 1999 Live in Swing City: Swingin with the Duke con la JLCO
- 1999 Standard Time, Vol. 4: Marsalis Plays Monk
- 1999 A Fiddler's Tale
- 1999 At the Octoroon Balls: String Quartet No. 1
- 1999 Big Train, con la JLCO
- 1999 Sweet Release and Ghost Story
- 1999 Standard Time, Vol. 6: Mr. Jelly Lord
- 1999 Listen to the Storytellers
- 1999 Reeltime
- 1999 Live at the Village Vanguard
- 2000 Selections from the Village Vanguard Box
- 2000 The Marciac Suite
- 2002 All Rise, con la JLCO y Los Angeles Philharmonic
- 2003 The Marsalis Family: A Jazz Celebration
- 2004 Lincoln Center Jazz Orchestra with Wynton Marsalis Plays the Music of Duke Ellington
- 2004 The Magic Hour
- 2004 Cast of Cats, con la JLCO
- 2004 Unforgivable Blackness: The Rise and Fall of Jack Johnson
- 2005 A Love Supreme, con la JLCO
- 2005 Live at the House of Tribes
- 2005 Don't Be Afraid: The Music of Charles Mingus, con la JLCO
- 2007 From the Plantation to the Penitentiary
- 2007 Congo Square, con la JLCO
- 2008 Standards & Ballads (collection of previously released tracks)
- 2008 Two Men with the Blues con Willie Nelson
- 2009 He and She
- 2009 Christmas Jazz Jam
- 2010 Portrait in Seven Shades
- 2010 From Billie Holiday to Edith Piaf
- 2010 Music Redeems, the Marsalis Family
- 2010 Vitoria Suite con la JLCO
- 2011 Here We Go Again: Celebrating the Genius of Ray Charles
- 2011 Wynton Marsalis and Eric Clapton Play the Blues
- 2011 Swingin' into the 21st
- 2011 Selections from Swingin' into the 21st
- 2012 The Music of America
- 2013 The Spiritual Side of Wynton Marsalis
- 2015 Live in Cuba, con la JLCO
- 2015 Big Band Holidays, con la JLCO
- 2016 The Abyssinian Mass, con la JLCO
- 2017 The Music of John Lewis con la JLCO

### Como músico de sesión
Con Art Blakey
- Live at Montreux and Northsea (Timeless, 1980)
- Art Blakey in Sweden (Amigo, 1981)
- Album of the Year (Timeless, 1981)
- Straight Ahead (Concord, 1981)
- Keystone 3 (Concord Jazz, 1982)
- Wynton, recorded live at Bubba's Jazz Restaurant October 11, 1980. Who's Who in Jazz WWLP-21024 (digital master, 1983)

Con Chico Freeman
- Destiny's Dance (Contemporary, 1981)

Con Dizzy Gillespie
- To Diz with Love (Telarc, 1992)

Con Herbie Hancock
- Quartet (1981)

Con Marcus Roberts
- Deep in the Shed (bajo el seudónimo E. Dankworth) (Novus, 1990)

Con Joe Henderson
- Lush Life: The Music of Billy Strayhorn (1992)

Con Shirley Horn
- You Won't Forget Me (1991, Verve)
- Here's to Life (1992, Verve)

Con Elvin Jones
- Tribute to John Coltrane "A Love Supreme" (Columbia, 1992)

Con el Modern Jazz Quartet
- MJQ & Friends: A 40th Anniversary Celebration (Atlantic, 1994)

## Premios
Premio Pulitzer de Música
- 1997 Blood on the Fields, oratorio

Premio Grammy al mejor álbum de jazz instrumental
- 1986 Black Codes (From the Underground)
- 1987 J Mood
- 1988 Marsalis Standard Time - Volume I

Premio Grammy a la mejor actuación instrumental solista con orquesta
- 1983 Raymond Leppard (conductor), Wynton Marsalis & the National Philharmonic Orchestra for Haydn: Trumpet Concerto in E Flat/L. Mozart: Trumpet Concerto In D/Hummel: Trumpet Concerto in E Flat
- 1984 Raymond Leppard (conductor), Wynton Marsalis & the English Chamber Orchestra for Wynton Marsalis, Edita Gruberova: Händel, Purcell, Torelli, Fasch, Molter

Premio Grammy al mejor solo de jazz instrumental
- 1983 Think of One
- 1984 Hot House Flowers (album)|Hot House Flowers
- 1985 Black Codes (From the Underground)

Premio Grammy al mejor álbum hablado para niños
- 2000 Listen to the Storyteller